# Montfort-sur-Risle

Montfort-sur-Risle este o comună în departamentul Eure, Franța. În 1 ianuarie 2022 avea o populație de 778 de locuitori.